# Stade génital
Pour un article plus général, voir Sexualité infantile (psychanalyse).
Le stade génital est un stade de la sexualité infantile décrit par Sigmund Freud.
Freud développe cet aspect théorique d'abord en 1905 dans son ouvrage Trois essais sur la théorie de la sexualité, puis le finalise par un ajout en 1915. 
Le stade génital est, selon Freud, le cinquième et dernier stade d'évolution de la sexualité de l'enfant et vient chronologiquement après la Période de latence.
| Stade oral      | → | Stade anal (+ oral) | → | Stade phallique (+oral, +anal)       | → | Période de latence (+oral, +anal, +phallique) | → | Stade génital |
|                 |   |                     |   |                                      |   |                                               |   |               |
| Jusqu'à 18 mois |   | De 18 mois à 3 ans  |   | De 3 ans à 7 ans Situation œdipienne |   | Dès 7-8 ans                                   |   | Adolescence   |